# توماس تریگو
توماس تریگو (انگلیسی: Tomas Trigo؛ زادهٔ ۸ ژوئن ۱۹۸۹) بازیکن فوتبال اهل اسپانیا است.
از باشگاه‌هایی که در آن بازی کرده‌است می‌توان به اشاره کرد.
وی همچنین در تیم ملی فوتبال فیلیپین بازی کرده‌است.